# Dejan Jeftić
Pour les articles homonymes, voir Jevtić.
Dejan Jeftić, né le 13 mars 1989, est un joueur de basket-ball professionnel bosnien. Il joue au poste d'ailier au SOMB

## Clubs successifs
- 2011 - 2012 :  KK Domžale
- 2012 - 2014 :  KK Vršac
- 2014 - 2015 :  BK Klosterneuburg
- 2015 - 2016 :  KK Laško
- 2016 - 2017 :  Norrköping Dolphins
- 2017 - 2018 :  SOMB